# Estación de Goussainville
La estación de Goussainville es una estación ferroviaria francesa situada en la comuna de Goussainville, en el departamento del Valle del Oise al norte de París. Por ella circulan los trenes de cercanías de la línea D del RER.

## Historia
Si bien se desconoce cuándo fue inaugurada con exactitud, se sabe que el tramo de línea en el que se encuentra fue abierto al tráfico en 1859 por parte de la Compañía de ferrocarriles del Norte. En 1907 ese tramo de vías fue desdoblado. 
El 27 de septiembre de 1987 la estación se integró en la línea D del RER.

## La estación
Construida en piedra y con amplios ventanales en arco muestra un diseño clásico renovado recientemente. Como suele ser habitual, el edificio central está flanqueado por dos edificios anexos de varios pisos.
Se compone de dos andenes uno lateral y otro central al que acceden tres vías. Otras dos vías más, fruto del desdoblamiento de ese tramo cruzan la estación sin acceso a andén. Además, dispone de varias vías de servicio.